# Cheilodactylidae
Az Cheilodactylidae a sugarasúszójú halak (Actinopterygii) osztályának és a sügéralakúak (Perciformes) rendjéhez tartozó család.

## Rendszerezés
A családba az alábbi nemek és fajok tartoznak:
- Cheilodactylus
  - Cheilodactylus fasciatus
  - Cheilodactylus nigripes
  - Cheilodactylus pixi
  - Cheilodactylus rubrolabiatus
  - Cheilodactylus variegatus
- Chirodactylus
  - Chirodactylus brachydactylus
  - Chirodactylus grandis
  - Chirodactylus jessicalenorum
- Dactylophora
  - Dactylophora nigricans
- Goniistius
  - Goniistius ephippium
  - Goniistius fuscus
  - Goniistius gibbosus
  - Goniistius plessisi
  - Goniistius quadricornis
  - Goniistius spectabilis
  - Goniistius vestitus
  - Goniistius vittatus
  - Goniistius zebra
  - Goniistius zonatus
- Nemadactylus
  - Nemadactylus bergi
  - Nemadactylus douglasii
  - Nemadactylus gayi
  - Nemadactylus macropterus
  - Nemadactylus monodactylus
  - Nemadactylus valenciennesi
  - Nemadactylus vemae